# Albert Stubbins
Albert Stubbins (* 17. Juli 1919 in Wallsend; † 28. Dezember 2002) war ein englischer Fußballspieler. Der Mittelstürmer war vor allem für seine Zeit beim FC Liverpool ab 1946 bekannt und maßgeblich für den Gewinn der englischen Meisterschaft 1947 mitverantwortlich. Bekannt ist er auch als eine der Personen, die auf dem Cover des Beatles-Albums Sgt. Pepper’s Lonely Hearts Club Band abgebildet sind.

## Sportlicher Werdegang

### Newcastle United (1937–46)
Stubbins wurde im nordostenglischen Wallsend geboren. Seine Eltern gingen mit ihm kurz darauf für zwei Jahre in die Vereinigten Staaten und kehrten dorthin zu Beginn der Weltwirtschaftskrise noch einmal zurück. Seinen ersten ernsthaften Schritt in Richtung Sportkarriere ging er beim AFC Sunderland, wo er jedoch nur als Amateurspieler unterwegs war. Er wechselte im April 1937 zu Newcastle United, unterschrieb dort einen Profivertrag und war fortan ein erfolgreicher Torjäger der „Magpies“. Sein Durchbruch zu einem der besten englischen Stürmer seiner Zeit wurde jedoch durch den Zweiten Weltkrieg überschattet und so hatten seine weit über 200 Tore in den Kriegsspielzeiten nur inoffiziellen Charakter im Rahmen von Freundschaftsspielen. Dabei galt er als nahezu idealtypischer Mittelstürmer seiner Zeit: gleichsam schnell, kraftvoll, vergleichsweise technisch geschickt und kopfballstark.
In der Saison 1945/46 – der Spielzeit, bevor die nationale Football League ihren Spielbetrieb wieder aufnahm – schoss er 39 Treffer für Newcastle in der regionalen Northern League. Für viele Zeitgenossen galt er sogar als besserer Mittelstürmer als sein damaliger Mannschaftskamerad Jackie Milburn, dem als Rechtsaußen nur 14 Tore gelungen waren. Ebenfalls zu dieser Zeit kam er zu seinem einzigen Einsatz für die englische Nationalmannschaft. Am 20. Oktober 1945 bestritt er in West Bromwich ein Länderspiel gegen Wales – es ging mit 0:1 verloren. Da es aber als „Victory International“ inoffiziell ausgetragen worden war, blieb Stubbins weiter formal ohne Länderspieleinsatz.
Viele Vereine zeigten sich an einer Verpflichtung von Albert Stubbins interessiert und dazu zählten mit dem FC Everton und dem FC Liverpool auch die beiden prominenten Profiklubs aus Liverpool. Nachdem sich mit George Kay und Theo Kelly beide Trainer gleichzeitig in Newcastle eingefunden hatten, entschied sich Stubbins (gemäß seiner eigenen Erzählung) per Münzwurf zunächst dafür, Liverpool Kay anzuhören. Schnell wurde man sich einig und da Stubbins künftige Mitspieler wie Willie Fagan und Jack Balmer kannte, heuerte er bei den „Reds“ an, ohne noch einmal mit Everton gesprochen zu haben.

### FC Liverpool (1946–53)
Bei seinem Einstand in Liverpool schoss Stubbins gegen die Bolton Wanderers auf Anhieb ein Tor. Er verpasste im weiteren Verlauf der Saison 1946/47 nur zwei Ligaspiele und gewann schließlich die englische Meisterschaft. Mit 24 Treffern war er gemeinsam mit Jack Balmer bester Torschütze des FC Liverpool. Dazu schoss er auf dem Weg zum FA-Cup-Halbfinale vier weitere Tore, darunter am 1. März 1947 ein Hattrick gegen Birmingham. In der folgenden Saison 1947/48 wiederholte er seine Ausbeute von 24 Ligatreffern, wobei ihm am 6. März 1948 gegen Huddersfield Town ein „Viererpack“ gelungen war.
Sein sportlicher Zenit war allerdings fortan überschritten. Neben zunehmenden Verletzungsproblemen nahmen ab der Saison 1948/49 Unstimmigkeiten mit der Vereinsführung des FC Liverpool zu. Stubbins hatte bereits für die Zeit nach seiner aktiven Sportlaufbahn vorgesorgt und konkrete Tätigkeiten im Journalismus ins Auge gefasst. Liverpool Präsident Bill McConnell stellte ihm dazu bei Vertragsverlängerung eine eigene Kolumne im Football Echo in Aussicht. Als McConnell verstarb, fühlte sich die neue Vereinsführung an diese Vereinbarung jedoch nicht mehr gebunden, so dass sich die Unterzeichnung des neuen Kontrakts verzögerte. In diesen unruhigen Zeiten kam Stubbins auf lediglich 18 Pflichtspieleinsätze in der Saison 1948/49. In der folgenden Spielzeit 1949/50 erreichte er noch einmal eine zweistellige Torausbeute, obwohl er in den ersten vierzehn Meisterschaftsspielen noch gefehlt hatte. Dazu zog er mit seinen Mannen 1950 ins Endspiel das FA Cups ein, das gegen den FC Arsenal mit 0:2 verloren ging.
Stubbins fand im Alter von über 30 Jahren danach im seltener in die Startformation des FC Liverpool und den letzten von insgesamt 178 Pflichtspieleinsätzen bestritt er am 3. Januar 1953 gegen Stoke City.

## Nach der aktiven Laufbahn
In den 1960ern arbeitete Stubbins kurzzeitig als Trainer für die New York Americans in der International Soccer League. Anschließend kehrte er in den Nordosten Englands zurück und war dort als Sportjournalist tätig.
Über den Fußball hinaus erlangte Stubbins Bekanntheit, als ihn die Beatles auf dem Cover ihres Albums Sgt. Pepper’s Lonely Hearts Club Band einbauten. Die ebenfalls aus Liverpool stammenden Pilzköpfe „verewigten“ Stubbins, indem sie ihn hinter Marlene Dietrich platzierten.
Im Alter von 82 Jahren verstarb Stubbins nach kurzer Krankheit. Er hinterließ seine Ehefrau Anne und den einzigen Sohn Eric.

## Erfolge
- Englische Meisterschaft (1): 1947